# Leonie Vestering
Leonie Vestering (Uithoorn, 13 maart 1984) is een Nederlands politica voor de Partij voor de Dieren (PvdD). Van 2021 tot en met 2023 was zij lid van de Tweede Kamer namens de PvdD. Daarvoor is Vestering tot januari 2021 Statenlid in de provincie Flevoland en gemeenteraadslid van de gemeente Almere.

## Opleiding en dierenactivisme
Vestering heeft klassieke muziek aan een conservatorium en middle management gestudeerd. Ze werkte bij MVO Nederland. Vestering was van 2009 tot 2015 directeur van de vereniging Wilde Dieren de Tent Uit, die een verbod op wilde dieren in circussen nastreefde. Toen dat doel op 15 september 2015 bereikt werd en het verbod inging, hief de vereniging zichzelf op. Ook is Vestering een van de vier oprichters van Elephant Haven, een Europees opvangcentrum voor olifanten uit circus en dierentuin. Daarnaast was Vestering van 2014 tot 2019 bestuurslid bij de Stichting Bont voor Dieren.

## Politiek
Vestering deed haar intrede in de politiek na de Provinciale Statenverkiezingen van 2015. De Partij voor de Dieren won toen twee zetels in de Provinciale Staten van Flevoland met Vestering als lijsttrekker, waarna zij haar zetel innam en fractievoorzitter werd. Daar uitte ze onder andere bezorgdheid over de jacht op ganzen. Ze deed aangifte van seks met dieren nadat het televisieprogramma Rambam had getoond dat een medewerker van het Dolfinarium een dolfijn aftrok. Het Openbaar Ministerie besloot niet in te grijpen en noemde het onderdeel van een fokprogramma. Vestering pleitte vervolgens voor het verbieden van dolfijnenshows. Bij de Tweede Kamerverkiezingen 2017 was ze de 23e kandidaat van de Partij voor de Dieren en ontving ze 591 voorkeurstemmen.
Vestering zat vanaf 2018 namens de Partij voor de Dieren in de gemeenteraad van haar woonplaats Almere. In dat jaar deed de Partij voor de Dieren voor het eerst mee aan de gemeenteraadsverkiezingen in Almere, met Vestering als lijsttrekker. De Partij voor de Dieren kwam toen met 3 zetels de gemeenteraad binnen. Ook behield ze haar provinciale zetel bij de Provinciale Statenverkiezingen 2019, toen ze wederom lijsttrekker was. In de zomer van 2019 deed Vestering aangifte tegen Staatsbosbeheer, toen 150 paarden op een veld in de Oostvaardersplassen werden gehouden zonder schaduwplekken. Bij de Europese Parlementsverkiezingen 2019 was ze de 18e kandidaat van de Partij voor de Dieren. Ze sprak tijdens de campagne haar steun uit voor een Nexit op de lange termijn. In 2020 werd Vestering projectcoördinator van de Tweede Kamerfractie van haar partij.

### Tweede Kamer
Voor de Tweede Kamerverkiezingen van 2021 stond Vestering op plek 3 van de PvdD-kandidatenlijst. In aanloop naar de verkiezingen deed ze afstand van haar fractievoorzitterschap in de gemeenteraad en de Provinciale Staten (december 2020) en deed ze afstand van haar zetels (januari 2021). Tijdens de verkiezingen behaalde de Partij voor de Dieren zes Kamerzetels, waardoor Vestering Kamerlid wordt. Ze ontving 6.992 voorkeurstemmen en werd op 31 maart 2021 beëdigd. In de Tweede Kamer is Vestering lid van de vaste commissie voor Landbouw, Natuur en Voedselkwaliteit en ze heeft als portefeuille veehouderij, landbouw, zoönosen, stikstof, de NVWA, landbouwgif, dierenrechten, voedsel, natuur, biodiversiteit en wilde dieren.
Vestering diende in mei 2021 een amendement in op een wijzigingswet van de Wet dieren om ervoor te zorgen dat dieren in gevangenschap natuurlijk gedrag moeten kunnen vertonen. Het werd goedgekeurd door beide kamers. Vestering gaf aan dat het amendement vooral voor de veehouderij is bedoeld naar aanleiding van zorgen dat het van grote invloed zou zijn op het houden van huisdieren. Een juridische toets aangevraagd door het kabinet concludeerde dat het amendement te vaag was verwoord en dat zulk een grote hervorming van de agrarische sector niet haalbaar zou zijn binnen een jaar. Vervolgens kondigde minister van Landbouw, Natuur en Voedselkwaliteit Piet Adema eind 2022 aan dat de invoering zou worden uitgesteld tot 2024. Daarnaast wilde hij ondertussen met de sector en natuurorganisaties een convenant sluiten en die naar het parlement sturen als vervanging voor het amendement. Vestering uitte kritiek op die gang van zaken en zei dat het parlement aan de kant werd geschoven zodat de agrarische sector de wet kon herschrijven. Ook reageerde Vestering op de stikstofcrisis en doelen van het kabinet voor de reductie van de stikstofuitstoot, waaraan de landbouwsector een grote bijdrage levert. Volgens haar zouden veel boeren op zoek moeten naar een nieuw beroep en zou dit het einde betekenen van de Nederlands veeteelt, een ontwikkeling die ze aanmoedigde. In september 2023 werd een motie van Vestering en Laura Bromet (GroenLinks) aangenomen om minister Adema op te roepen tegen een tienjarige verlenging van een Europese vergunning te stemmen die het gebruik van de herbicide glyfosaat toestond. Ze benoemden hierbij zorgen over kankerverwekkendheid en negatieve gevolgen voor de biodiversiteit. Een meerderheid van de Tweede Kamer berispte Adema toen hij aankondigde zich van de stemming te onthouden.
Op 8 mei 2023 ging Vestering om gezondheidsredenen met tijdelijk verlof tot 11 augustus 2023. Het belang van een goede gezondheid was voor haar naar eigen zeggen benadrukt na een levensbedreigende ziekte het jaar ervoor als gevolg van een infectie door een vleesetende bacterie, waarvan ze goed hersteld was. In juli 2023 kwam het kabinet-Rutte IV ten val wat leidde tot vervroegde verkiezingen in november. Op 9 september brak een crisis uit binnen de Partij voor de Dieren toen het bestuur besloot Esther Ouwehand toch niet voor te dragen als lijsttrekker vanwege vermeende integriteitsschendingen. Vestering reageerde dat deze zorgvuldig onderzocht moesten worden. Ze kondigde op 12 september aan als Kamerlid op te stappen, omdat ze volgens haar niet langer kon strijden voor dierenrechten onder de werkomstandigheden. Ze weigerde dieper in te gaan op het conflict, maar noemde wel dat ze Tweede Kamervoorzitter Vera Bergkamp had betrokken nadat de situatie binnen de fractie ontspoord was. Het NRC berichtte dat Ouwehand Vestering al een jaar negeerde na onenigheid over de samenstelling van de fractie. Toen de Partij voor de Dieren op 14 september 2023 haar kandidatenlijst voor de verkiezingen bekendmaakte, gaf Vestering aan dat zij had bedankt voor een tweede plek. Ze nam op 26 september afscheid van de Tweede Kamer en werd opgevolgd door Eva Akerboom.

## Privéleven
Vestering is getrouwd en heeft een dochter en een zoon. Ze speelt hoorn.
- Parlement.com: vlducdg4j8kc